# 凯恩的遗产：勾魂使者
《凯恩的遗产：勾魂使者》（又译作），是由水晶动力工作室开发，Eidos发行的一款第三人称动作冒险游戏。1999年在PlayStation和Microsoft Windows平台上发布，并于2000年移植到Sega Dreamcast上。作为凯恩的遗产系列的第二部游戏，《勾魂使者》是《血兆：凯恩的遗产》的续集。《勾魂使者》后续还有三部游戏，包括续集《凯恩的遗产：勾魂使者2》。
游戏的背景在血的预兆的故事之后1500年，《勾魂使者》讲述了吸血鬼之王凯恩的副手，由吸血鬼变成的鬼魂Raziel的历险。Raziel被凯恩杀死，但又被Elder God复活变成他的勾魂使者并开始复仇。凯恩的剑和Raziel一样被称作“勾魂使者”，后来在游戏中也被Raziel获得。
水晶动力于1997开始开发这部游戏，但与开发了《血兆》的硅骑士关系的恶化导致了法律问题。再加上其他原因，导致原计划用于《勾魂使者》的材料被迫只能用在随后的游戏中。评论大多给予《勾魂使者》好评，称赞它有趣的中世纪故事和高质量的画面。不过还是有批评认为游戏中简单重复的操作太多，高潮也不让人满意。索尼超级大作中收录了这部游戏。

## 游戏操作
在《勾魂使者》这部动作冒险游戏中，玩家控制Raziel，一个丑陋的幽灵吸血鬼。游戏通常从Raziel身后显示第三人称的视角，不过玩家可以用控制盘围绕他旋转视角。游戏场景经常在物质的现实和光空间中切换。虽然与物体的交互只能在光空间中进行，但是Raziel也因此得以轻易越过水面，穿过本来无法通过的大门。不过障碍物、门和机关一定要在现实空间中操作。许多迷题都是基于两个空间的差别，比如，一个空间的平台和环境特征在另一个空间中会变形通往新的路。有很多障碍迷题，需要旋转、拍打和移动大块的障碍前进，通常还伴有时间限制和躲避敌人。
游戏中的战斗采用砍劈模式，在使出必杀技前可以结合进行各式连击。Raziel的敌人可以分成人类、光生物和吸血鬼这几类，其中吸血鬼最为常见。人类敌人包括农民、吸血鬼猎人和吸血鬼崇拜者。在光空间中，玩家要和叫做Sluagh的小怪物和已经变成鬼魂的死去的吸血鬼的灵魂战斗。每一种吸血鬼都有特殊的召唤他们的族首领的能力。人类和光怪物可以用Raziel的爪或任何其他武器杀死，但是吸血鬼必须必须用大头棒打傻然后刺穿、点燃，扔进阳光或水中才能杀死，另一种方法就是用勾魂使者。